# Батмаль, Жан
Жан Батмаль (фр. Jean Batmale; 10 сентября 1895, По — 3 июня 1973, Рен) — французский футболист, игравший на позиции полузащитника. Выступал в составе многих французских клубов, а также в сборной Франции. Участник Олимпийских игр 1920 и 1924 годов. После завершения игровой карьеры — тренер.

## Карьера игрока
Во взрослом футболе дебютировал выступлениями за клуб «Леваллуа», в котором играл до 1919 года. В 1919—1923 годах выступал в парижских командах «Клёб Франсе», «Клиши» и «Ред Стар». В составе «Ред Стар» стал победителем кубка Франции 1922 года, хотя в финале турнира не играл. С 1920 года выступал в составе национальной сборной Франции. Участник Олимпийских игр 1920 года, где французская команда добралась до полуфинала.

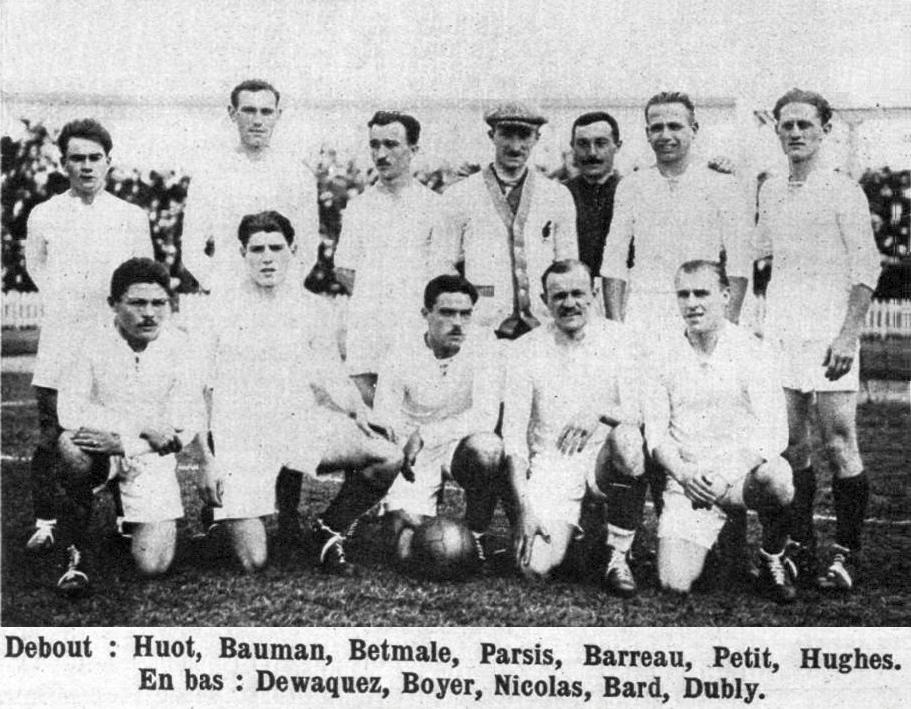
Франция на олимпийских играх 1920 года. Батмаль третий слева в верхнем ряду

В 1922 году выступал в составе сборной Парижа в товарищеском матче против сборной Праги, завершившемся поражением французов со счётом 0:2. В 1923 году ещё раз сыграл за сборную Парижа. Парижане победили сборную Лондона со счётом 3:1.
В 1924 году играл на Олимпийских играх в Париже, где французская команда уступила в четвертьфинале сборной Уругвая (1:5).
Также выступал в составе футбольных клубов «Ренн», «Олимпик» (Алес) и «Ницца».

## Карьера тренера
В начале 1930-х годов Батмаль начал заниматься тренерской деятельностью. Он принял участие в первом учебном курсе ФФФ для тренеров вместе со своим бывшим товарищем по команде Морисом Котене.
В 1932 году возглавив тренерский штаб клуба «Олимпик» (Алес). С 1936 года по 1941 года тренировал «Ренн». Во время Второй мировой войны некоторое время тренировал клуб «ТА Ренн», а также сборную Ренн-Бретани в военном чемпионате 1943—1944 годов для региональных сборных. Несмотря на возраст 47 лет, Батмаль несколько раз выходил на поле, когда его команде не хватало игроков.
В 1946 году возглавил клуб «СОРТ Рубе». В 1947—1948 годах работал в клубе «Нё-ле-Мин». Заметил в молодёжной команде клуба перспективного Раймона Копа. Два сезона возглавлял клуб «Монако». После этого почти 10 лет работал в клубе «Стад Бордо».